# Flaumont-Waudrechies
Flaumont-Waudrechies est une commune française, située dans le département du Nord en région Hauts-de-France.

## Géographie

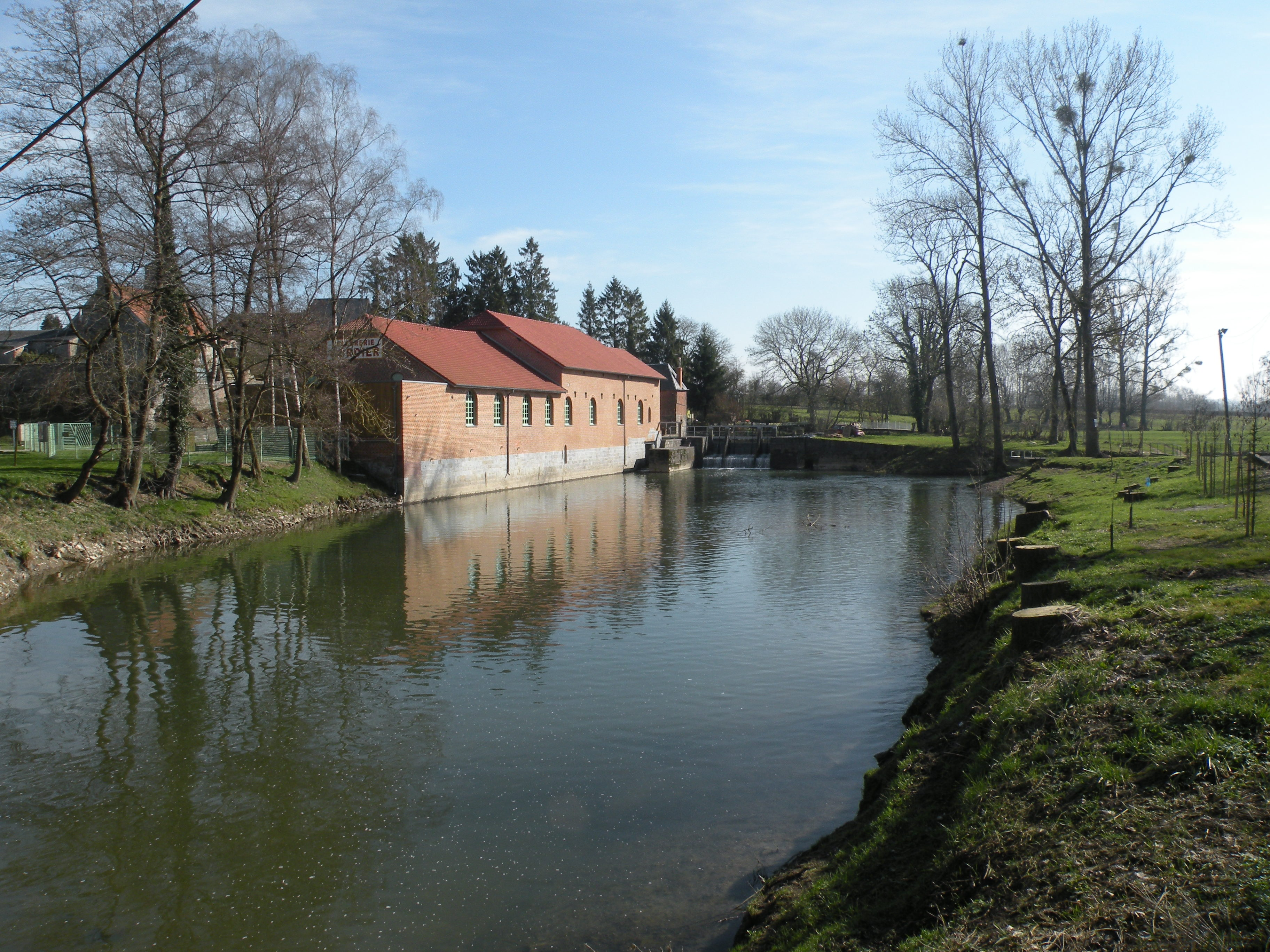
L'Helpe Majeure

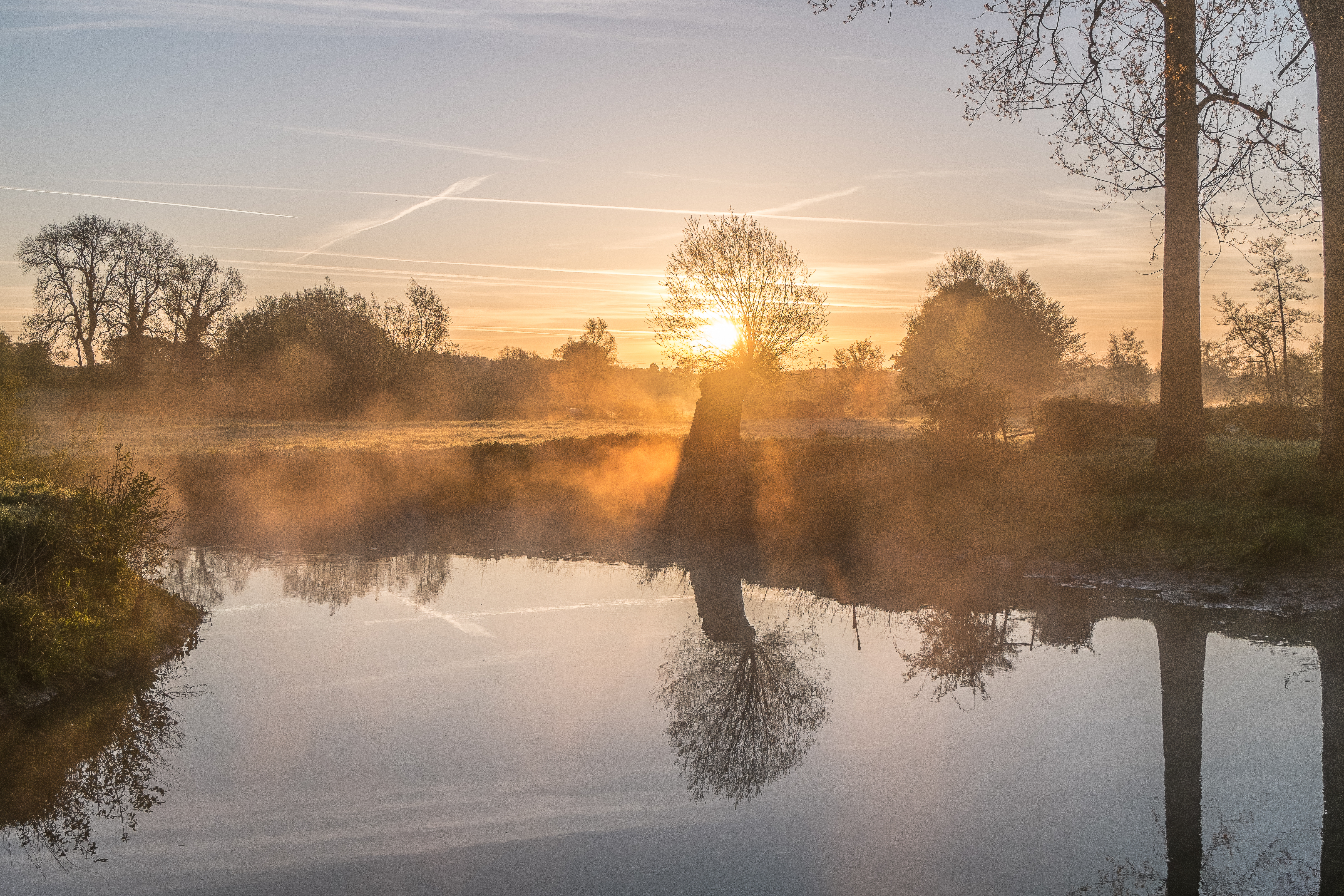
Lever de soleil brumeux dans la vallée de l'Helpe Majeure à Flaumont-Waudrechies

Le village est situé à proximité d'Avesnes-sur-Helpe dans le sud-est du département du Nord à une centaine de kilomètres de Lille et à une quinzaine de kilomètres de la Belgique et du département de l'Aisne. La commune est traversée par l'Helpe Majeure, affluent de la Sambre.
Administrativement, Flaumont-Waudrechies fait partie de l'Avesnois, historiquement du Hainaut, paysagèrement de la Thiérache.

### Communes limitrophes
| Bas-Lieu | Beugnies             | Felleries |
|          | Flaumont-Waudrechies | Sémeries  |
|          | Avesnelles           |           |

### Hydrographie

#### Réseau hydrographique
La commune est située dans le bassin Artois-Picardie. Elle est drainée par l'Helpe Majeure, la Taquennerie, le ruisseau de Bas-lieu, le ruisseau de Bouvret et le ruisseau de Rontaine,,.
L'Helpe Majeure, d'une longueur de 69 km, prend sa source dans la commune de Ohain et se jette  dans la Sambre canalisée à Noyelles-sur-Sambre, après avoir traversé 18 communes. Les caractéristiques hydrologiques de l'Helpe Majeure sont données par la station hydrologique située sur la commune. Le débit moyen mensuel est de 3 m3/s. Le débit moyen journalier maximum est de 49,9 m3/s, atteint lors de la crue du 14 novembre 2010. Le débit instantané maximal est quant à lui de 62,6 m3/s, atteint le même jour.

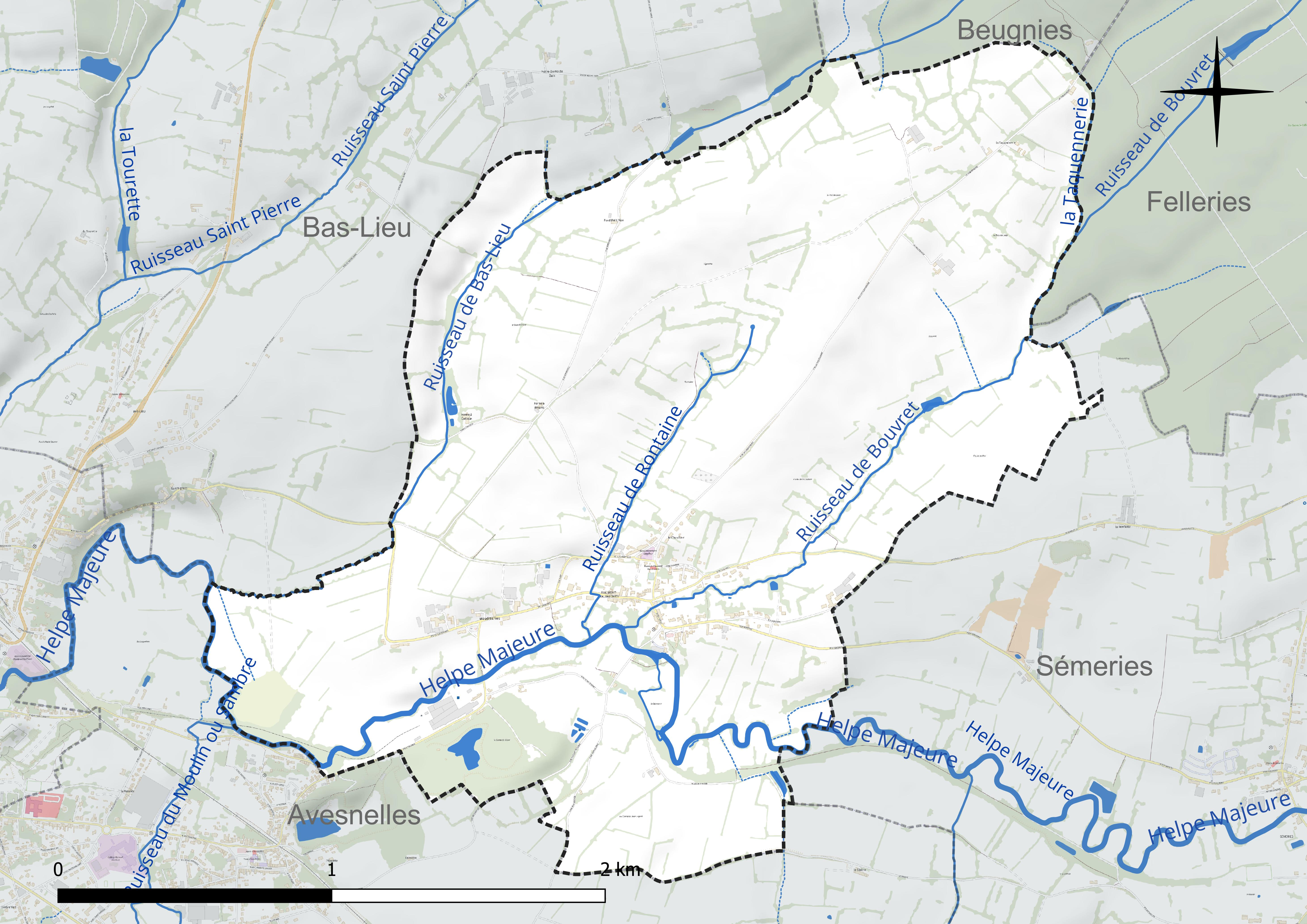
Réseau hydrographique de Flaumont-Waudrechies.

#### Gestion et qualité des eaux
Le territoire communal est couvert par le schéma d'aménagement et de gestion des eaux (SAGE) « Sambre ». Ce document de planification concerne un territoire de 1 253 km2 de superficie, délimité par le bassin versant de la Sambre. Le périmètre a été arrêté le 1er novembre 2003 et le SAGE proprement dit a été approuvé le 21 septembre 2012, puis modifié le 18 août 2022. La structure porteuse de l'élaboration et de la mise en œuvre est le syndicat mixte du Parc naturel régional de l'Avesnois. 
La qualité des cours d'eau peut être consultée sur un site dédié géré par les agences de l'eau et l'Agence française pour la biodiversité. 

### Climat
Pour des articles plus généraux, voir Climat des Hauts-de-France et Climat du Nord.
En 2010, le climat de la commune est de type climat des marges montargnardes, selon une étude du CNRS s'appuyant sur une série de données couvrant la période 1971-2000. En 2020, Météo-France publie une typologie des climats de la France métropolitaine dans laquelle la commune est exposée à un climat océanique altéré et est dans la région climatique  Nord-est du bassin Parisien, caractérisée par un ensoleillement médiocre, une pluviométrie moyenne régulièrement répartie au cours de l'année et un hiver froid (3 °C). 
Pour la période 1971-2000, la température annuelle moyenne est de 9,9 °C, avec une amplitude thermique annuelle de 14,8 °C. Le cumul annuel moyen de précipitations est de 876 mm, avec 12,7 jours de précipitations en janvier et 9,9 jours en juillet. Pour la période 1991-2020, la température moyenne annuelle observée sur la station météorologique la plus proche, située sur la commune de Saint-Hilaire-sur-Helpe à 5 km à vol d'oiseau, est de 10,5 °C et le cumul annuel moyen de précipitations est de 802,4 mm,. Pour l'avenir, les paramètres climatiques de la commune estimés pour 2050 selon différents scénarios d'émission de gaz à effet de serre sont consultables sur un site dédié publié par Météo-France en novembre 2022.

## Urbanisme

### Typologie
Au 1er janvier 2024, Flaumont-Waudrechies est catégorisée commune rurale à habitat dispersé, selon la nouvelle grille communale de densité à sept niveaux définie par l'Insee en 2022.
Elle appartient à l'unité urbaine d'Avesnes-sur-Helpe, une agglomération intra-départementale regroupant cinq  communes, dont elle est une commune de la banlieue,,. Par ailleurs la commune fait partie de l'aire d'attraction d'Avesnes-sur-Helpe, dont elle est une commune de la couronne,. Cette aire, qui regroupe 14 communes, est catégorisée dans les aires de moins de 50 000 habitants,.

### Occupation des sols
L'occupation des sols de la commune, telle qu'elle ressort de la base de données européenne d'occupation biophysique des sols Corine Land Cover (CLC), est marquée par l'importance des territoires agricoles (88,5 % en 2018), une proportion identique à celle de 1990 (88,5 %). La répartition détaillée en 2018 est la suivante : 
prairies (69,7 %), terres arables (18,7 %), zones urbanisées (6,6 %), espaces verts artificialisés, non agricoles (3,6 %), forêts (1,4 %). L'évolution de l'occupation des sols de la commune et de ses infrastructures peut être observée sur les différentes représentations cartographiques du territoire : la carte de Cassini (XVIIIe siècle), la carte d'état-major (1820-1866) et les cartes ou photos aériennes de l'IGN pour la période actuelle (1950 à aujourd'hui).

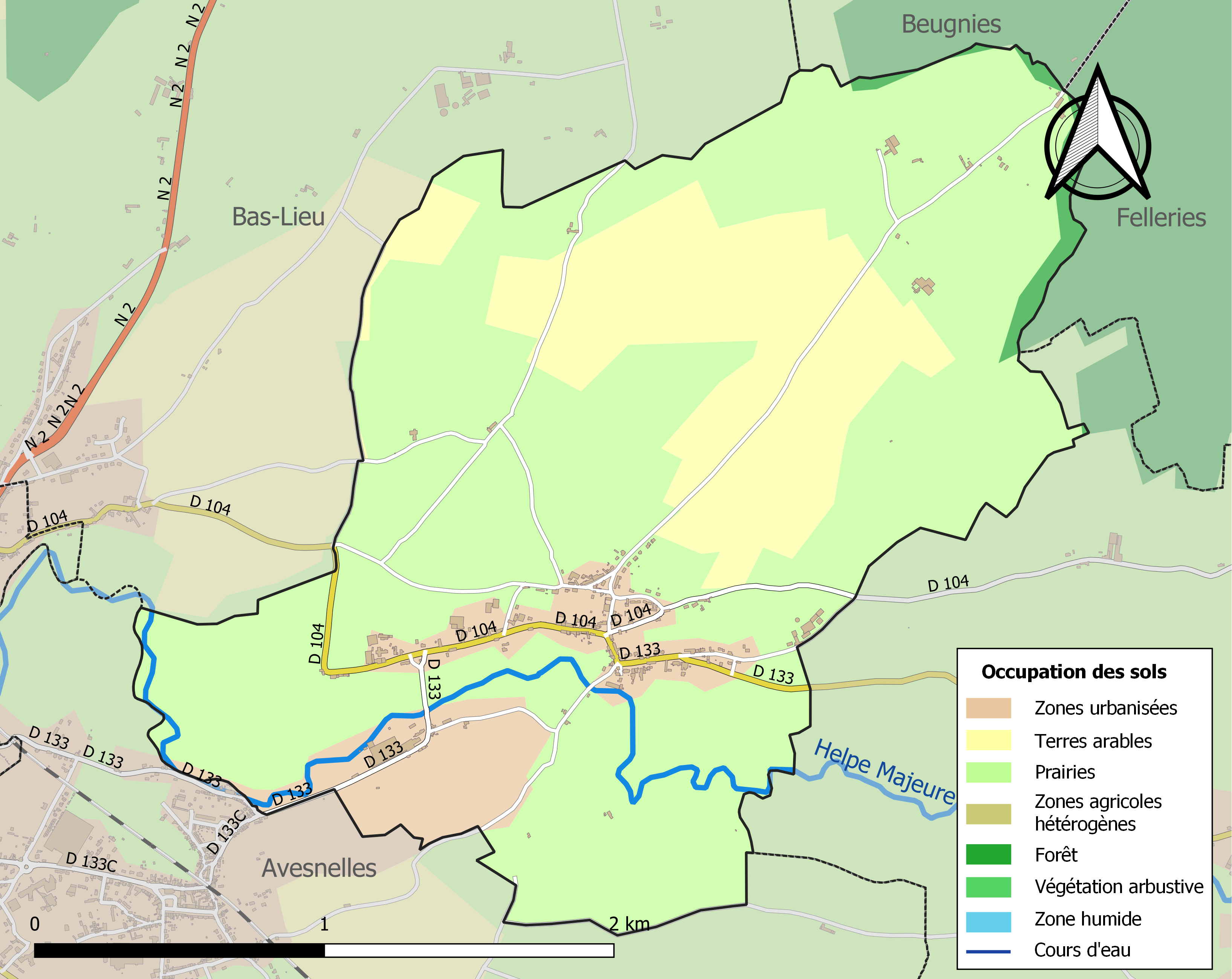
Carte des infrastructures et de l'occupation des sols de la commune en 2018 (CLC).

## Toponymie

### Flaumont
Attestations anciennes : Flodobomonte, 921, cartulaire de l'abbaye de Maroilles, Florebemont, 1167, cartulaire de l'abbaye de Maroilles, Flaumont (cf. Bulletin de la commission historique du département du Nord - tome 9 - 1866).
D'après M. Gysseling, Flaumont serait *Wulfahraƀni montem « montagne de Wulfahraƀn », anthroponyme germanique formé de wulfa (« loup ») et de hraƀna (« corbeau »).

### Waudrechies
Attestations anciennes : Waldrecias, 646, testament de Sainte-Aldegonde (Miroeus, III, 559), Evaudrechies, Carte de Cassini, Divers doc. : Audrecy, Wadrechies. 1083, Wulframmus mons dans la charte de Gérard, évêque de Cambrai; 1131, Mons Wlframni dans la bulle du pape Innocent II; 1184 Wulfraumont dans l'acte d'échange de biens entre les abbayes d'Hautmont et de Liessies
D'après M. Gysseling, Waudrechies proviendrait de *Waldarīciacas « appartenant à Waldarīk », sur l'anthroponyme germanique Waldarik, basé sur les éléments waldan (« commander ») et riki (« puissant »), et suivi du suffixe -acum à l'accusatif pluriel qui a régulièrement abouti à la terminaison -ies dans le nord de la France.

## Histoire
- Camp de César : sur le sommet d'une colline au Sud-Ouest du village, au-delà de l'Helpe Majeure, on voit, bien conservé, sur un terrain dont une grande partie est encore en friche, l'emplacement d'un camp romain[réf. nécessaire] établi d'après toutes les règles de la castramétation de cette époque, et qui est toujours désigné sous le nom de Catelet, Camp de César. Des parapets de deux mètres, au moins, de hauteur à l'intérieur, établis sur le pourtour du plateau, circonscrivaient une enceinte fortifiée, en forme de trapèze, d'une surface d'environ 15 hectares, divisée en deux parties inégales, par une levée de terre intérieure, et la défendaient par un talus de 25 mètres, très-escarpé et même perpendiculaire sur certains points. On a trouvé, en défrichant le plateau et les terrains voisins, des monnaies romaines de Gordien, d'Antonin-le-Pieux et de Vespasien, des boucles ou agrafes en bronze et de longs clous recourbés.
- 646 : Waudrechies, autrefois Audrecy, est désigné en 646 par Waldrecias, dans le testament de Ste-Aldegonde (Mirœus, III, 559), qui le légua aux chanoines de St.-Quentin, de Maubeuge. Cette localité formait un village particulier, qui, d'après les nombreuses constructions qu'on y a découvertes, devait avoir une importance beaucoup plus considérable que celle qu'il a de nos jours.
- 843 : avec le Traité de Verdun, le partage de l'empire carolingien entre les trois petits-fils de Charlemagne octroie à Lothaire I, la Francie médiane qui comprend le Hainaut dont fait partie le village.
- 921 : Flaumont fut concédé en 921 à l'abbaye de Maroilles, en même temps que d'autres possessions sur les bords des rivières de la Grande et de la Petite Helpe, par un diplôme du roi de France, Charles II. L'abbaye d'Hautmont y possédait aussi des biens, ainsi que la dîme et le terrage dont une partie revenait à celle de Liessies.
- 1521 : Le village de Waudrechies a été ravagé et entièrement détruit, si on en croit la tradition, vers 1521, pendant les guerres qui ont ruiné la contrée[26]. La chapelle de Waudrechies est ancienne, elle renferme une cloche qui porte la date de 1567. L'église de Waudrechies, dédiée à Sainte Aldegonde, possédait, de sa patronne, des reliques reconnues authentiques par l'archevêque de Cambrai, Vander Burch et qui attiraient un assez grand nombre de pèlerins pour la guérison des fièvres.
- 1545 : L'église Saint-Victor de Flaumont a été bâtie en 1545 ; elle était protégée par une massive construction carrée, placée en avant, sur une éminence et entourée d'une forte muraille. Ce dernier bâtiment qui constituait une véritable forteresse, a été complètement démoli dans le siècle dernier.
- 1664 : L'église de Flaumont ne fut érigée en paroisse qu'en 1664 ; avant cette époque, elle n'était qu'une annexe de celle de Sémeries.
- L'église de Waudrechies, dédiée à Sainte Aldegonde, possédait, de sa patronne, des reliques reconnues authentiques par l'archevêque de Cambrai, Vander Burch et qui attiraient un assez grand nombre de pèlerins pour la guérison des fièvres.
- 1659 : Flaumont et Waudrechies sont intégrés dans le royaume de France à la suite de la signature du traité des Pyrénées, le 7 novembre 1659.
- 1790 : à la suite de la subdivision des départements français en districts, à compter de 1790, Flaumont et Waudrechies se trouvent dans le canton d'Avesnes appartenant au district d'Avesnes jusqu'en 1795, date à laquelle les districts sont supprimés par la constitution du 5 fructidor An III (22 août 1795). Ils seront remplacés par les arrondissements créés par la loi du 28 pluviôse an VIII (17 février 1800)
- 1801 : Flaumont et Waudrechies sont fusionnés au sein d'une commune dénommée Flaumont-Waudrechies.
- Flaumont-Waudrechies se trouve sur les Plans cadastraux napoléoniens du 1813 et 1869[27].
- Juillet 1901 : Inauguration et mise en service de la Ligne de chemin de fer Avesnes-sur-Helpe - Sars-Poteries. La ligne est ouverte au public le 20 juillet 1901. Elle relie Avesnes-sur-Helpe à Solre-le-Château, via le Flaumont-Waudrechies, Sémeries, Felleries, Sars-Poteries. Le trafic voyageur fonctionne jusqu'à la Deuxième Guerre mondiale (16 août 1941).

## Héraldique

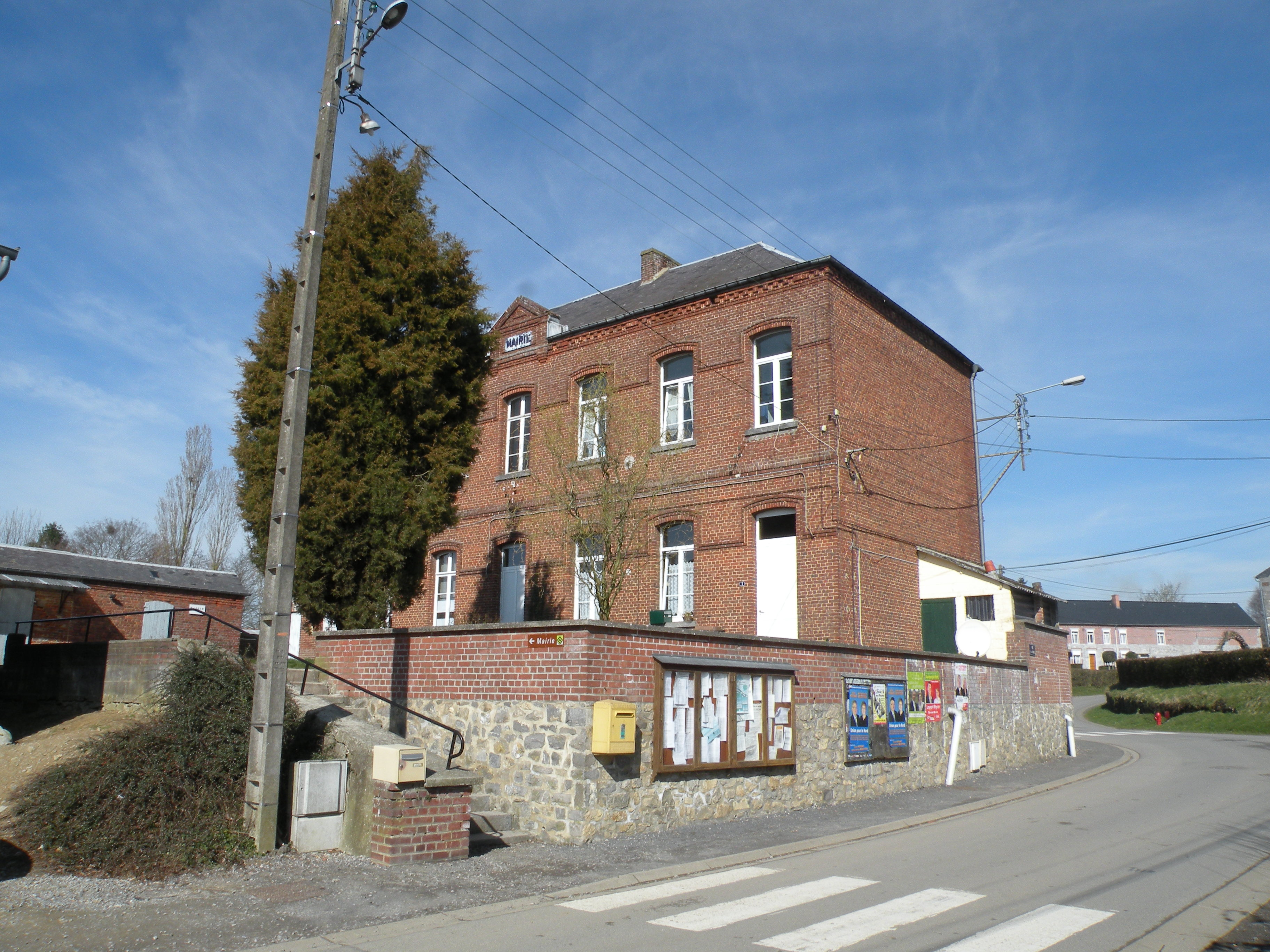
La mairie

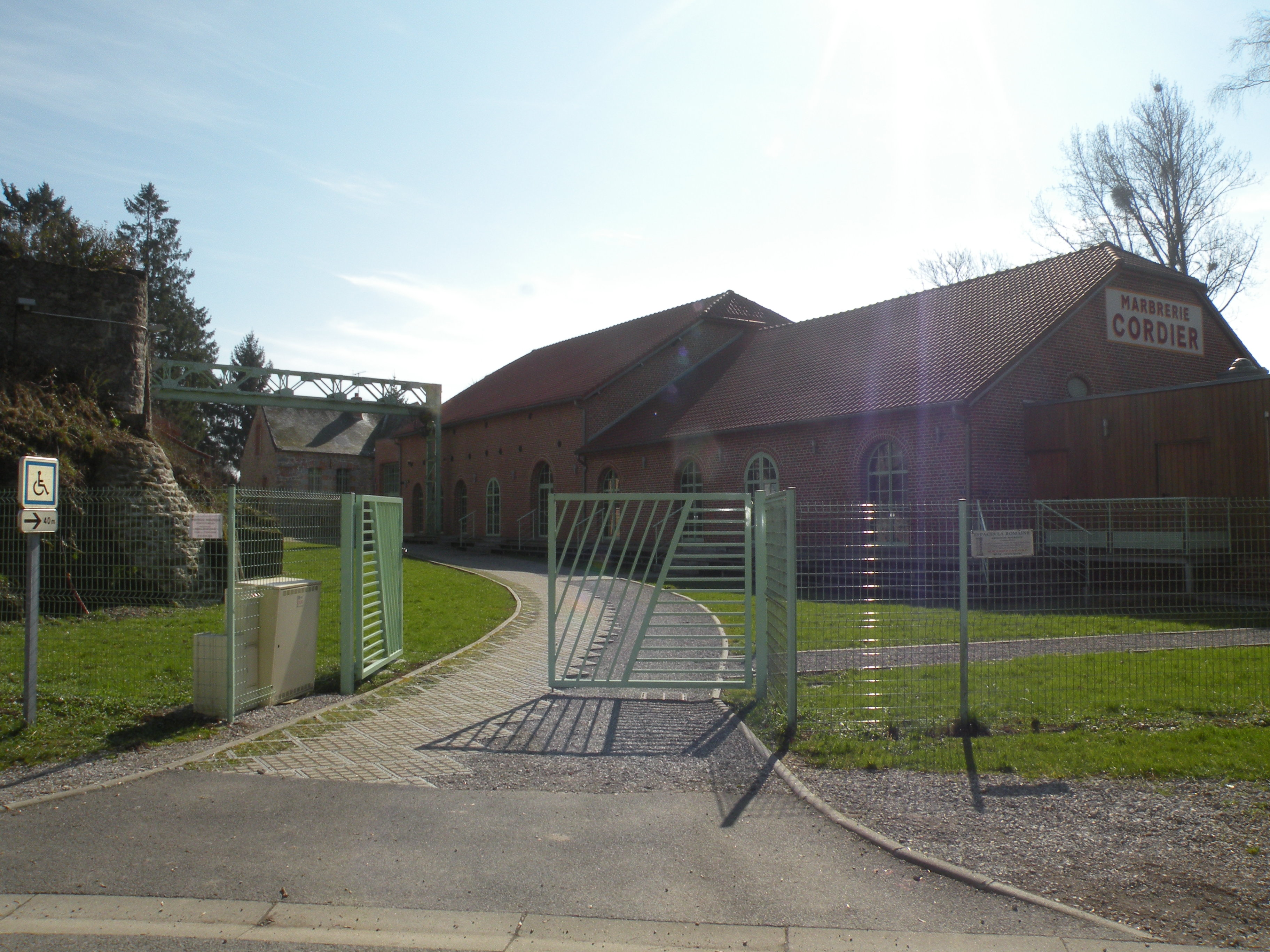
La mediathèque

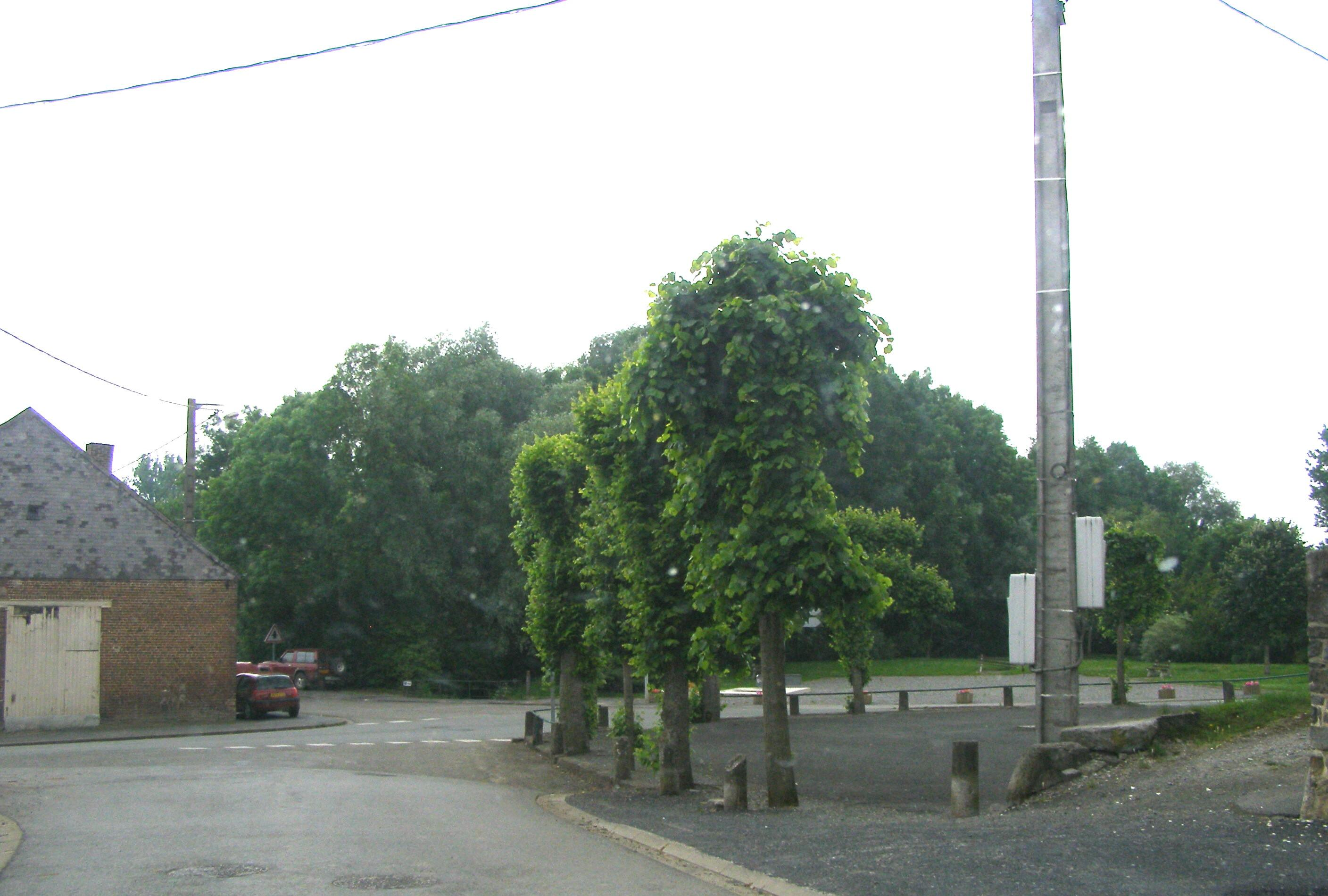
La place

|  | Les armes de Flaumont-Waudrechies se blasonnent ainsi : "D'or à trois chevrons de sable." |

## Politique et administration

### Tendances politiques et résultats
Jean-Marie Vin devient maire à l'issue des élections municipales de mars 2001.
Le premier tour des élections municipales de 2020 se déroule le 15 mars. Le confinement lié à la pandémie de Covid-19 retarde de deux mois l'élection des maires par les nouveaux conseils municipaux. Jean-Marie Vin est réélu maire pour un quatrième mandat le 27 mai avec dix voix sur onze.

### Liste des maires
Maire de 1802 à 1808 : Vandermarcq,.

Maire en 1939 : Talon.
| Identité                                    | Période   | Période   | Durée  | Étiquette |
| Identité                                    | Début     | Fin       | Durée  | Étiquette |
| ------------------------------------------- | --------- | --------- | ------ | --------- |
| Jean-Marie Vin (d), (né le 3 décembre 1943) | mars 2001 | mars 2025 | 24 ans |           |

## Population et société

### Démographie

#### Évolution démographique
L'évolution du nombre d'habitants est connue à travers les recensements de la population effectués dans la commune depuis 1793. Pour les communes de moins de 10 000 habitants, une enquête de recensement portant sur toute la population est réalisée tous les cinq ans, les populations de référence des années intermédiaires étant quant à elles estimées par interpolation ou extrapolation. Pour la commune, le premier recensement exhaustif entrant dans le cadre du nouveau dispositif a été réalisé en 2005.

En 2022, la commune comptait 345 habitants, en évolution de −9,69 % par rapport à 2016 (Nord : +0,51 %, France hors Mayotte : +2,11 %).
| 1793 | 1800 | 1806 | 1821 | 1831 | 1836 | 1841 | 1846 | 1851 |
| ---- | ---- | ---- | ---- | ---- | ---- | ---- | ---- | ---- |
| 291  | 146  | 327  | 305  | 412  | 422  | 435  | 414  | 402  |

| 1856 | 1861 | 1866 | 1872 | 1876 | 1881 | 1886 | 1891 | 1896 |
| ---- | ---- | ---- | ---- | ---- | ---- | ---- | ---- | ---- |
| 391  | 388  | 367  | 376  | 367  | 402  | 403  | 357  | 450  |

| 1901 | 1906 | 1911 | 1921 | 1926 | 1931 | 1936 | 1946 | 1954 |
| ---- | ---- | ---- | ---- | ---- | ---- | ---- | ---- | ---- |
| 457  | 495  | 515  | 414  | 414  | 443  | 406  | 439  | 422  |

| 1962 | 1968 | 1975 | 1982 | 1990 | 1999 | 2005 | 2006 | 2010 |
| ---- | ---- | ---- | ---- | ---- | ---- | ---- | ---- | ---- |
| 431  | 392  | 320  | 315  | 352  | 353  | 364  | 369  | 371  |

| 2015 | 2020 | 2022 | - | - | - | - | - | - |
| ---- | ---- | ---- | - | - | - | - | - | - |
| 379  | 356  | 345  | - | - | - | - | - | - |

#### Pyramide des âges
La population de la commune est relativement jeune.
En 2018, le taux de personnes d'un âge inférieur à 30 ans s'élève à 37,9 %, soit en dessous de la moyenne départementale (39,5 %). À l'inverse, le taux de personnes d'âge supérieur à 60 ans est de 23,1 % la même année, alors qu'il est de 22,5 % au niveau départemental.
En 2018, la commune comptait 181 hommes pour 192 femmes, soit un taux de 51,47 % de femmes, légèrement inférieur au taux départemental (51,77 %).
Les pyramides des âges de la commune et du département s'établissent comme suit.
| Hommes | Classe d’âge | Femmes |
| ------ | ------------ | ------ |
| 0,0    | 90 ou +      | 1,6    |
| 5,8    | 75-89 ans    | 5,5    |
| 15,6   | 60-74 ans    | 17,5   |
| 23,1   | 45-59 ans    | 18,6   |
| 17,3   | 30-44 ans    | 19,1   |
| 20,2   | 15-29 ans    | 16,9   |
| 17,9   | 0-14 ans     | 20,8   |

| Hommes | Classe d’âge | Femmes |
| ------ | ------------ | ------ |
| 0,5    | 90 ou +      | 1,4    |
| 5,3    | 75-89 ans    | 8,1    |
| 14,8   | 60-74 ans    | 16,2   |
| 19,1   | 45-59 ans    | 18,4   |
| 19,5   | 30-44 ans    | 18,7   |
| 20,7   | 15-29 ans    | 19,1   |
| 20,2   | 0-14 ans     | 18     |

## Lieux et monuments
- L'église Saint-Victor de Flaumont (1545).
- La chapelle Sainte-Aldegonde de Waudrechies (vers 1550).
- L'oppidum Camp de César.
- Le Moulin Cordier, moulin à eau de 1745. Le village se trouve sur la route touristique des moulins à eau de l'Avesnois.
- Le kiosque à musique.
- Monument aux morts.
- Quelques chapelles-oratoires.

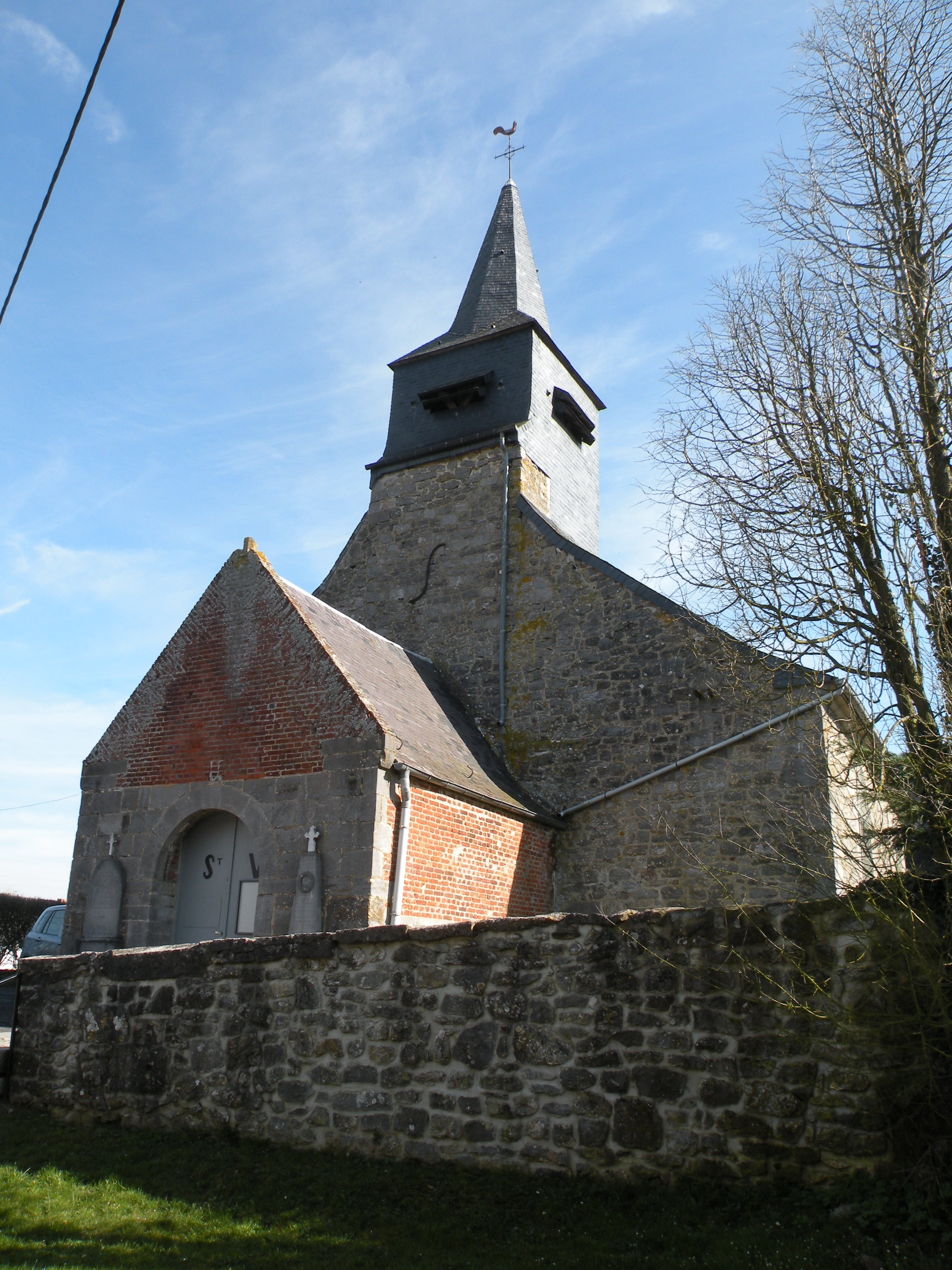
L'église Saint-Victor de Flaumont.
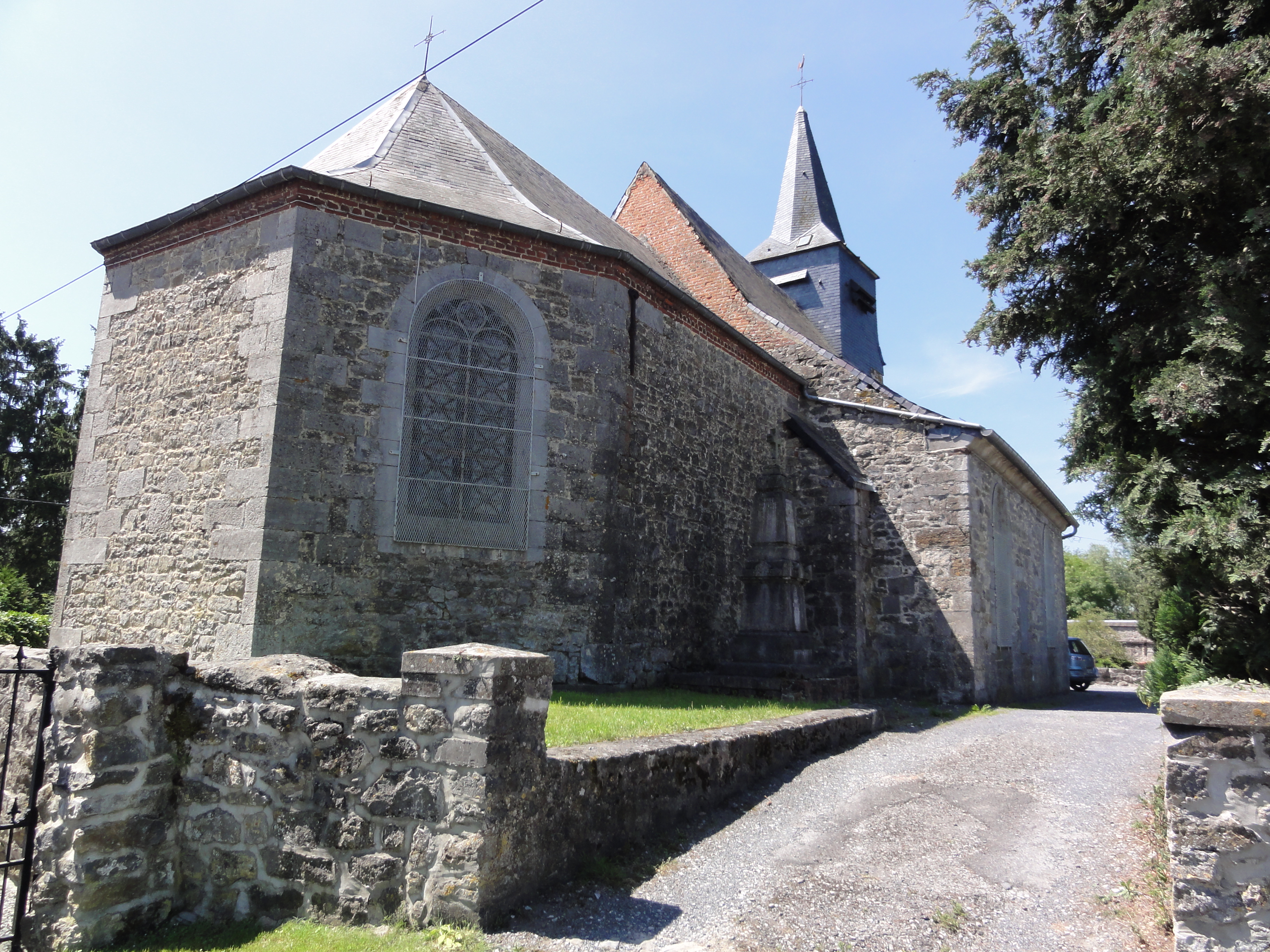
Chevet de l'église Saint-Victor.
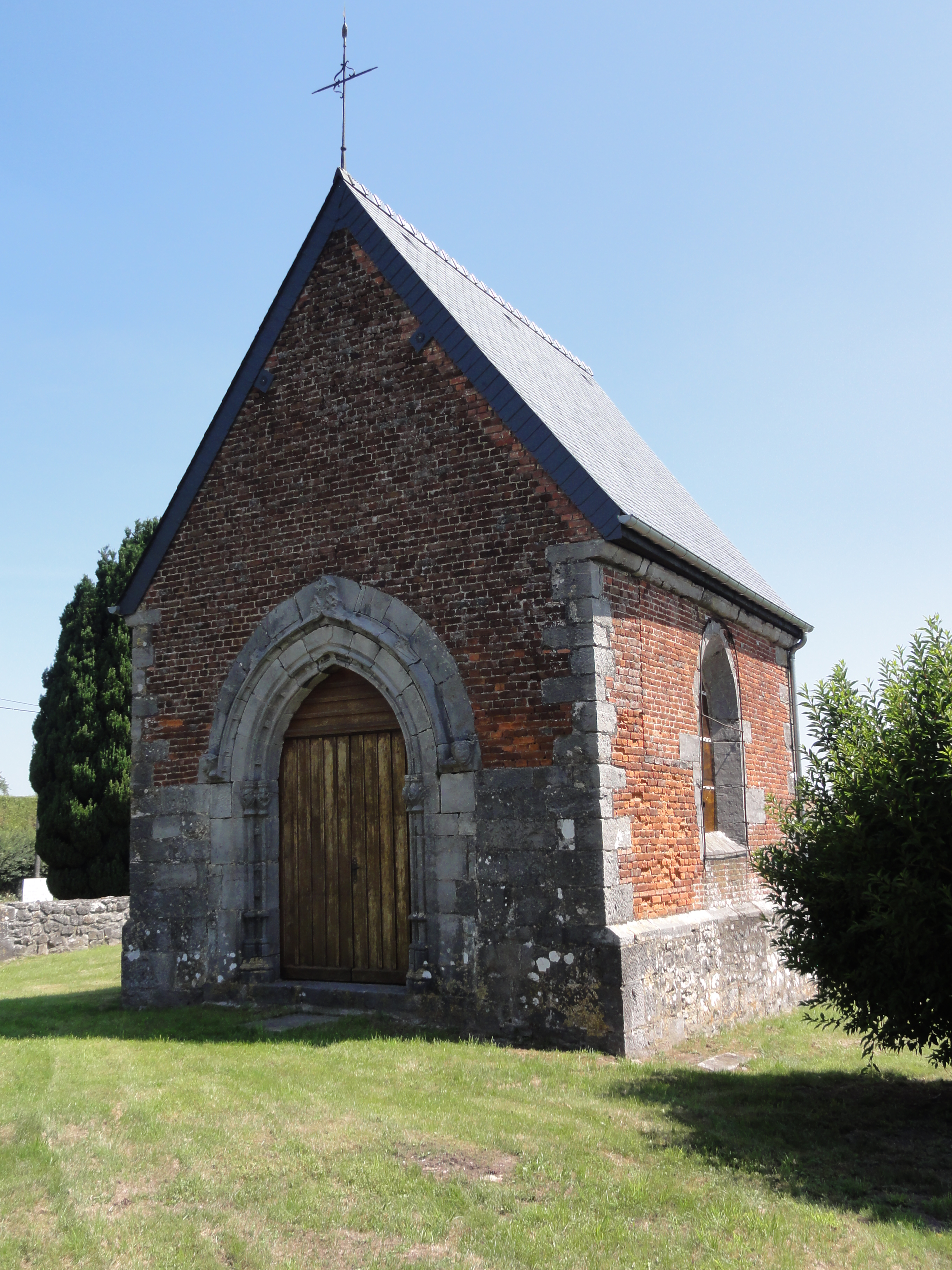
Chapelle Sainte-Aldegonde de Waudrechies
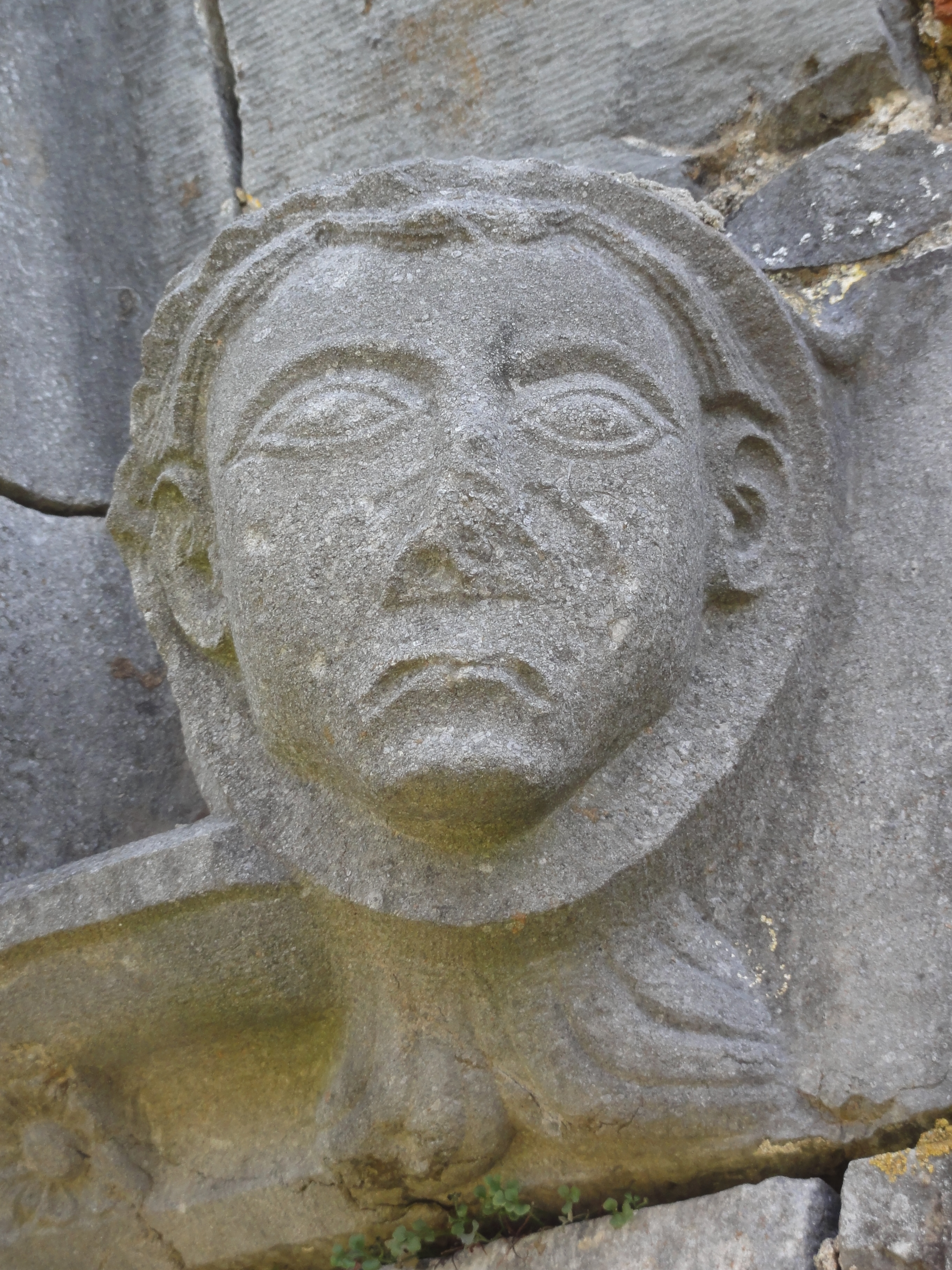
détail du portail de la chapelle Ste Aldegonde.
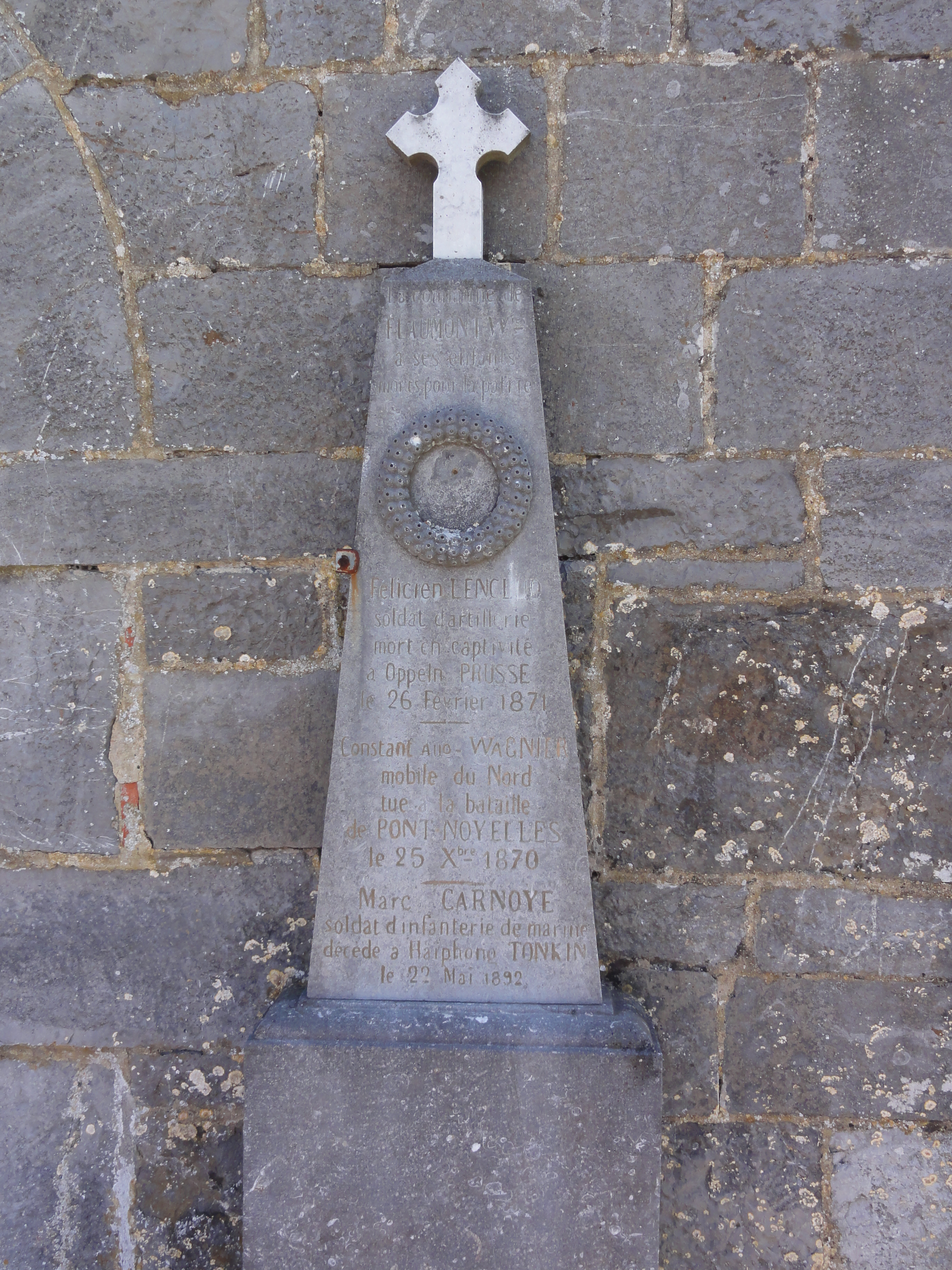
Monument aux morts.
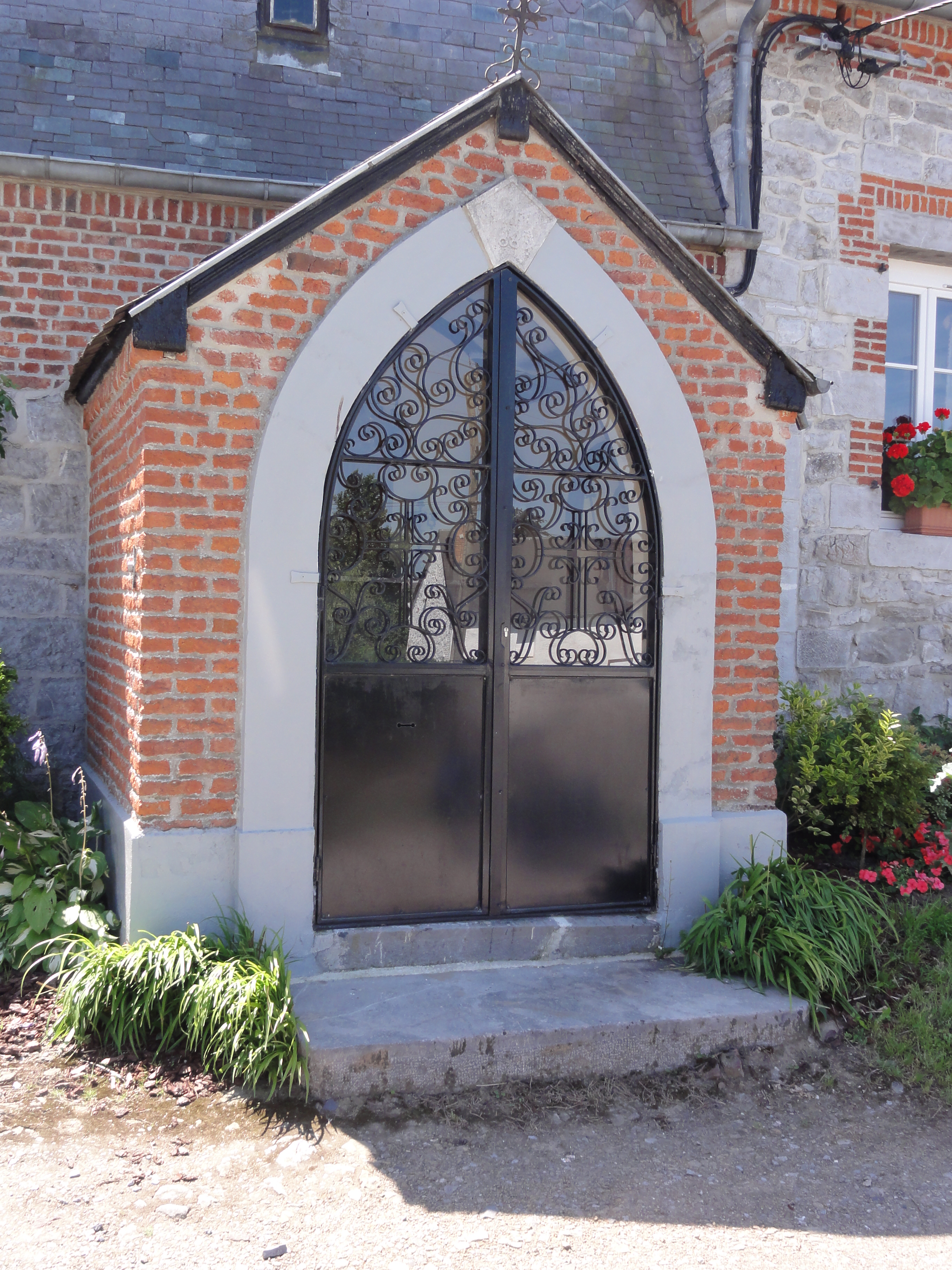
Chapelle (oratoire).
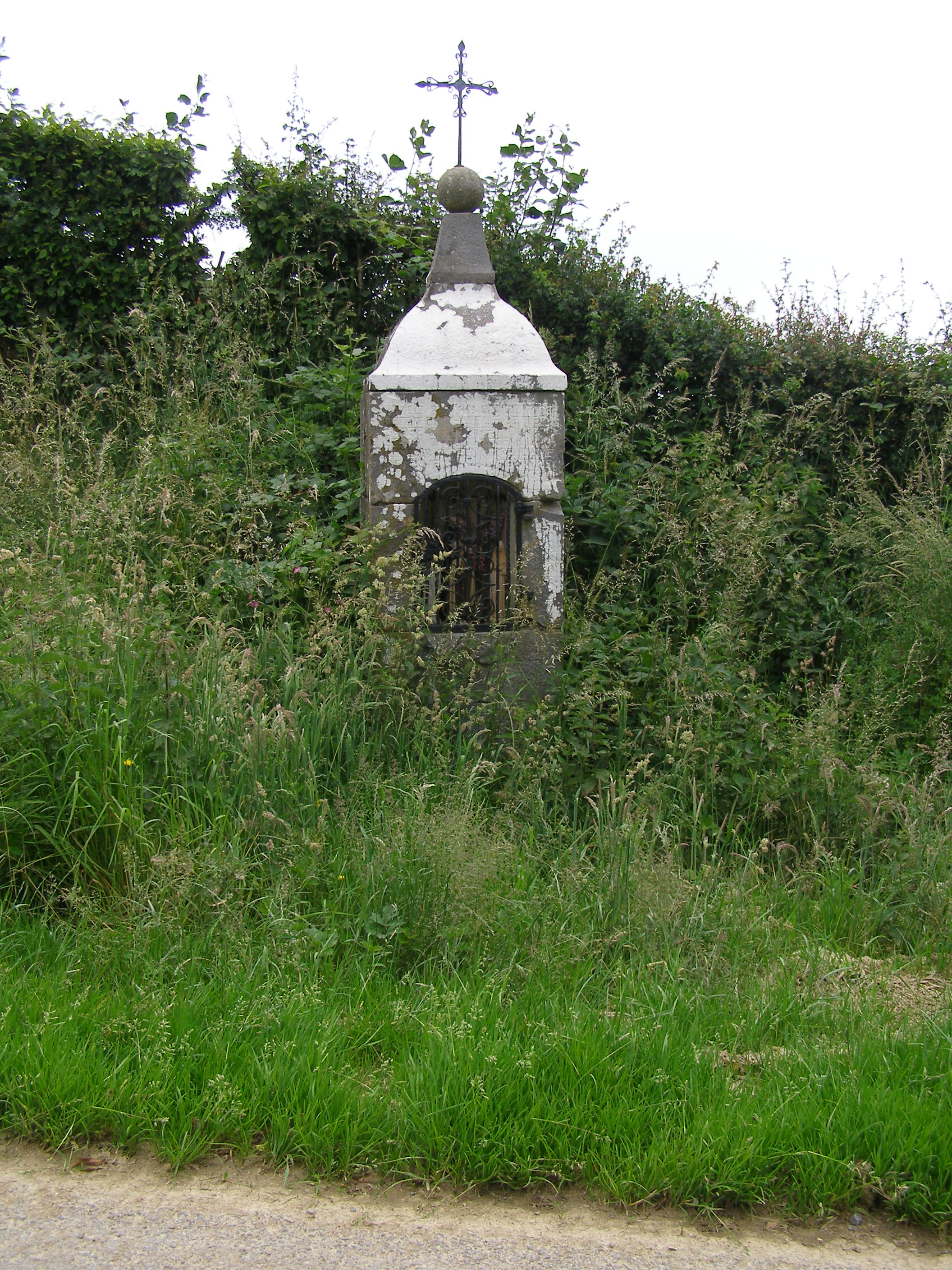
Chapelle du type potale.
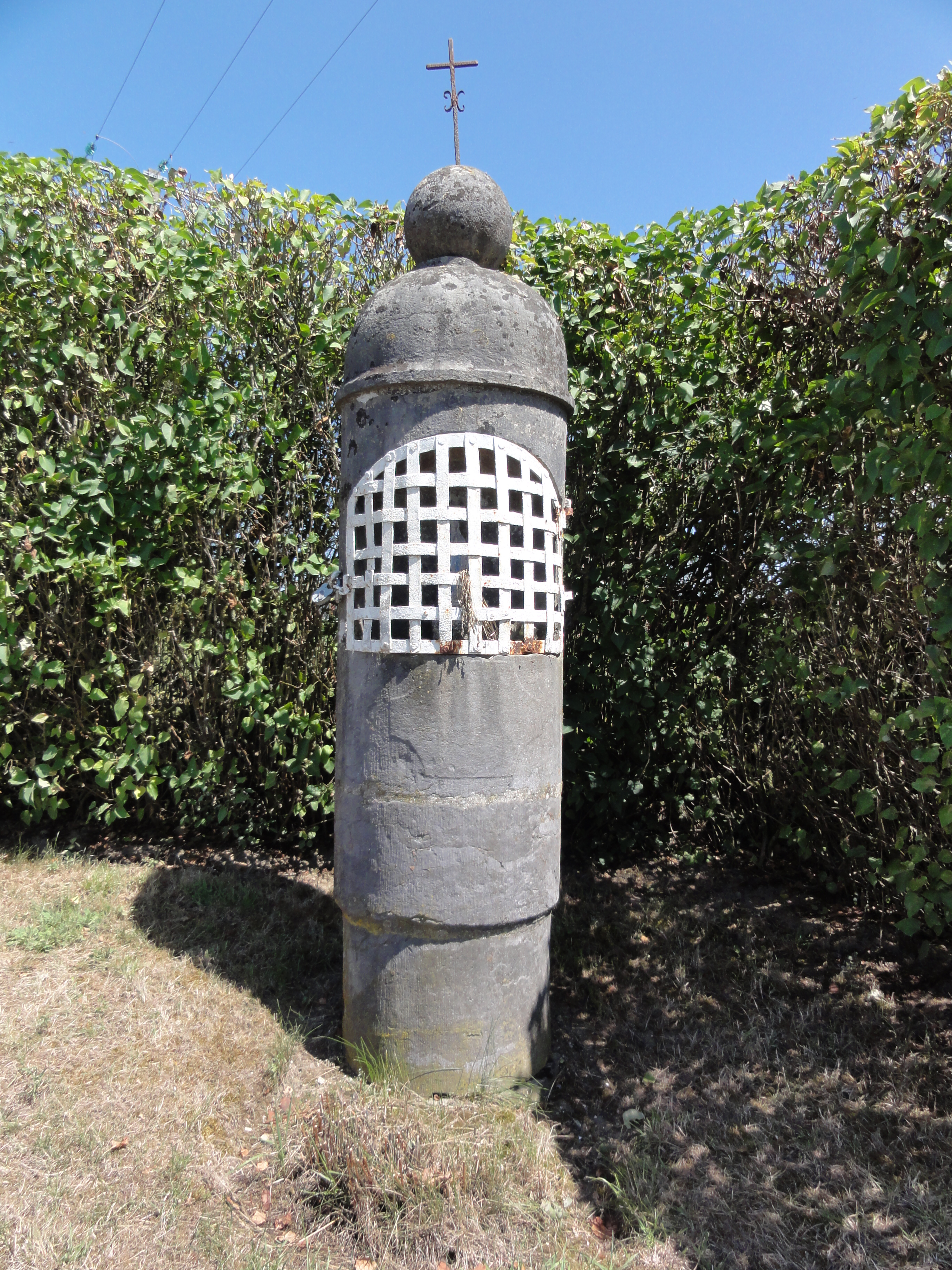
Chapelle du type potale.

## Pour approfondir